# 흘로드의 서사시

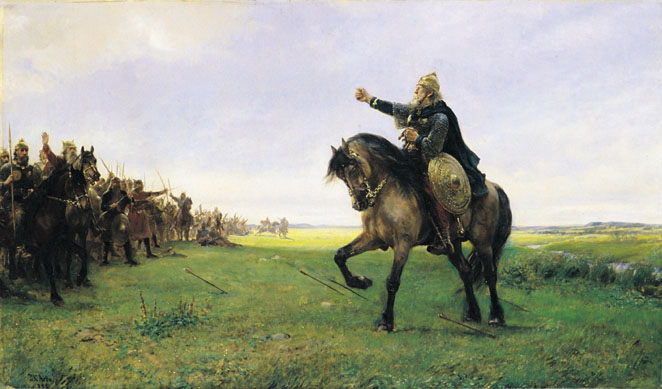
훈족을 도발하는 기주르

〈흘로드의 서사시〉(고대 노르드어: Hlǫðskviða 흘로드스크비다)는 《헤르보르와 헤이드레크의 사가》 제13장과 제14장 내부에 인용된 형태로 보존된 시이다. 때때로 고 에다 중 하나로 포함시키기도 한다. 총 32절 233행이 보존되어 있으며, 사가 안에 인용보존된 것은 본래 더 긴 원본의 일부에 불과할 것으로 생각된다.

## 줄거리
고트인의 왕 헤이드레크에게는 앙간튀르와 흘로드라는 두 아들이 있었다. 이 중 흘로드가 장남이었지만 그는 헤이드레크가 훈족의 왕 후믈리의 딸 시프카를 강간하여 낳은 아들로 사생아 취급을 받았다. 가르다리키(러시아)의 롤라우그 왕의 딸인 헤르게르드와의 사이에 낳은 앙간튀르가 적통이었고, 헤이드레크가 자기 노예에게 살해당하자 앙간튀르가 부왕의 모든 재산과 영토를 상속받았다.
흘로드는 어머니의 조국인 훈족 사이에서 태어나 자랐고, 헤이드레크가 죽자 이복동생 앙간튀르에게 유산의 절반을 자신의 몫으로 넘길 것을 요구했다. 앙간튀르는 이를 거부하고 3분의 1만 주겠다고 했다. 그러나 헤이드레크의 양부인 기주르(기트인의 왕)는 노예의 자식에게는 그것도 과하다고 흘로드를 모욕했다. 흘로드가 훈족의 땅으로 돌아간 뒤 이 이야기를 들은 후믈리는 분노하여 전쟁을 일으킨다. 훈족의 군세는 고트인들을 압도했고, 전쟁 와중에 앙간튀르의 누이 헤르보르가 죽는다. 그러나 열세에도 불구하고 앙간튀르는 마검 티르핑의 힘을 빌어 훈족을 물리친다. 마지막 제32절에서 앙간튀르는 이복형의 시체를 발견하고 자신들의 저주받은 운명을 한탄한다.
이 이야기는 454년 네다오 전투에서 동고트인들이 훈족에게 승리를 거둔 역사적 사실에 기반한 것으로 보인다.

## 참고 문헌
- The Battle of the Goths and the Huns. Christopher Tolkien, in Saga-Book (University College, London, for the Viking Society for Northern Research) 14, part 3 (1955-6), pp. [141]-63.